# Андорра на літніх Олімпійських іграх 2008
Андорра на літніх Олімпійських іграх 2008 була представлена Олімпійським комітетом Андорри (ОКА). Участь в Олімпіаді брали 5 спортсменів у 4 видах спорту, які не вибороли жодної медалі.

## Склад збірної

### Веслування на байдарках та каное

#### Слалом
| Спортсмен                    | Змагання | Попередній етап | Попередній етап | Попередній етап | Попередній етап | Попередній етап | Попередній етап | Півфінали       | Півфінали       | Фінал           | Фінал           | Усього          | Місце |
| Спортсмен                    | Змагання | Заплив 1        | Місце           | Заплив 2        | Місце           | Всього          | Місце           | Час             | Місце           | Час             | Місце           | Усього          | Місце |
| ---------------------------- | -------- | --------------- | --------------- | --------------- | --------------- | --------------- | --------------- | --------------- | --------------- | --------------- | --------------- | --------------- | ----- |
| Монтсеррат Гарсія Ріберайгуа | K-1      | 166.67          | 21              | 102.26          | 11              | 268.93          | 20              | Закінчив виступ | Закінчив виступ | Закінчив виступ | Закінчив виступ | Закінчив виступ | 20    |

### Дзюдо
| Спортсмен               | Категорія | Попередній раунд   | 1/32                         | 1/16               | Чвертьфінали       | Півфінали          | Фінал              | Перший доп. раунд             | Утішливий чвертьфінал | Утішливий півфінал | За 3 місце Фінал   |
| Спортсмен               | Категорія | Суперник Результат | Суперник Результат           | Суперник Результат | Суперник Результат | Суперник Результат | Суперник Результат | Суперник Результат            | Суперник Результат    | Суперник Результат | Суперник Результат |
| ----------------------- | --------- | ------------------ | ---------------------------- | ------------------ | ------------------ | ------------------ | ------------------ | ----------------------------- | --------------------- | ------------------ | ------------------ |
| Даніель Гарсіа Гонсалес | До 66 кг  |                    | Аренсібіа (CUB) 'L'0000/1010 | Закінчив виступ    | Закінчив виступ    | Закінчив виступ    | Закінчив виступ    | Ель Хаді (EGY) 'L'00011/10011 | Закінчив виступ       | Закінчив виступ    | Закінчив виступ    |

### Легка атлетика
| Спортсмен         | Змагання           | Попередній раунд | Попередній раунд | Чвертьфінали    | Чвертьфінали    | Півфінали       | Півфінали       | Фінал           | Фінал           |
| Спортсмен         | Змагання           | Результат        | Місце            | Результат       | Місце           | Результат       | Місце           | Результат       | Місце           |
| ----------------- | ------------------ | ---------------- | ---------------- | --------------- | --------------- | --------------- | --------------- | --------------- | --------------- |
| Антоній Бернардо  | Марафон (чоловіки) |                  |                  |                 |                 |                 |                 | 2:26:29         | 58              |
| Монтсеррат Пуйоль | 100 метрів (жінки) | 12.73            | 67               | Закінчив виступ | Закінчив виступ | Закінчив виступ | Закінчив виступ | Закінчив виступ | Закінчив виступ |

### Плавання
| Спортсмен              | Змагання                    | Попередні запливи | Попередні запливи | Півфінали       | Півфінали       | Фінал           | Фінал           |
| Спортсмен              | Змагання                    | Результат         | Місце             | Результат       | Місце           | Результат       | Місце           |
| ---------------------- | --------------------------- | ----------------- | ----------------- | --------------- | --------------- | --------------- | --------------- |
| Осине Асіане Костянтин | 400 м комплексним плаванням | 4:32.00           | 29                | Закінчив виступ | Закінчив виступ | Закінчив виступ | Закінчив виступ |